# Jürg Wickihalder

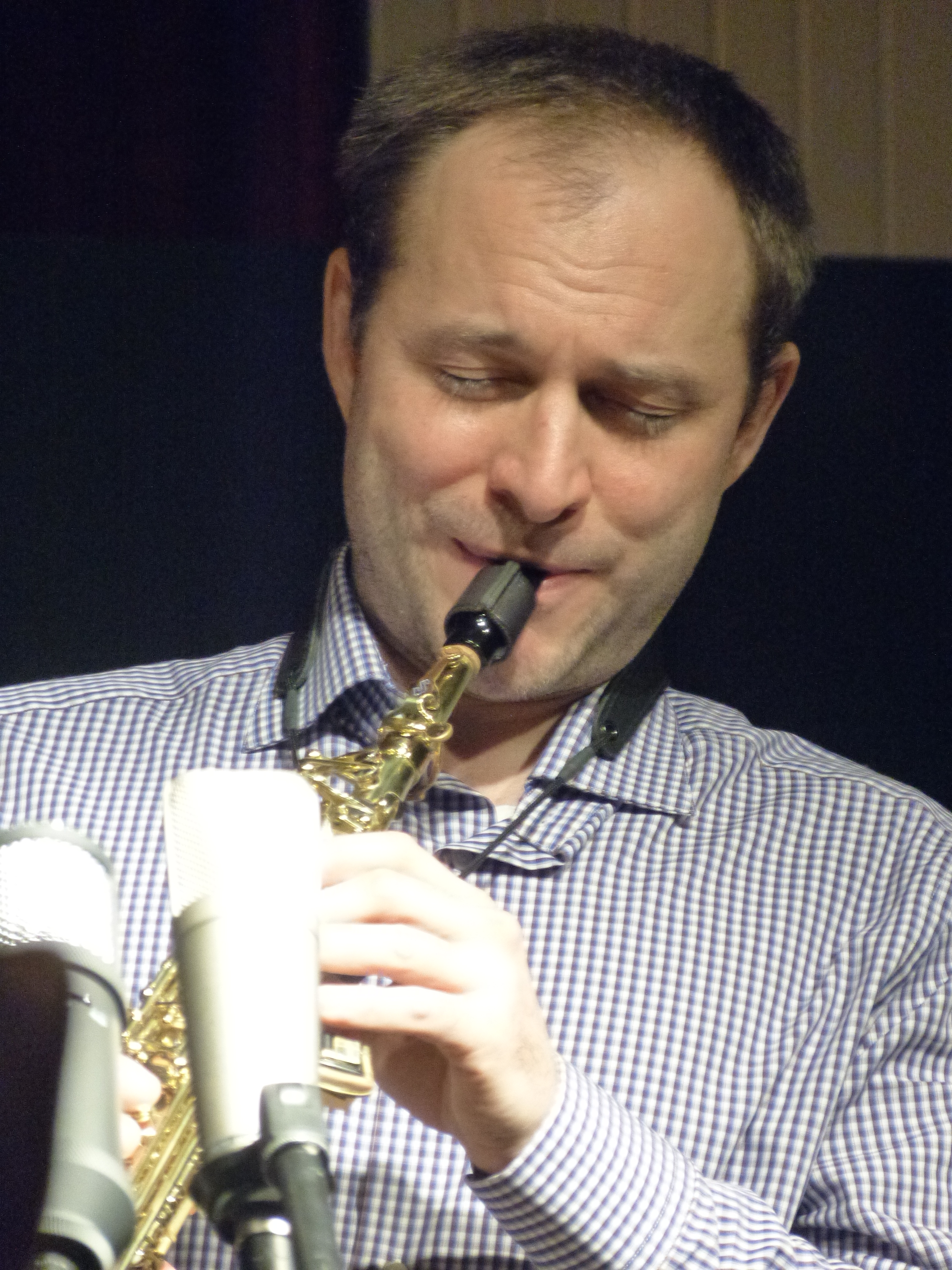
Jürg Wickihalder (2014)

Jürg Wickihalder (* 1973 in Glarus) ist ein Schweizer Jazzmusiker (Sopran-,  Alt- und Tenorsaxophon) und Komponist.

## Leben und Wirken
Wickihalder studierte von 1989 bis 1992 an der Jazzschule Luzern, dann bis 1995 am Berklee College of Music bei Joe Viola und George Garzone. Auch nahm er Unterricht bei Steve Lacy. In Europa tourte er zunächst als Mitglied von B. Connection und Interplay Collective, mit denen er 1995 und 1997 auch Alben einspielte. 1998 hatte er die musikalische Leitung von Tim Krohns Theaterstück „Revolution mit Hund“, das im Schauspiel Akademie Zürich im Rahmen der Zürcher Festspiele aufgeführt wurde. Zu Texten von Krohn entstanden zahlreiche Kompositionen Wickihalders, so Brandruf, Schneewittchen oder Die kleine Oper vom Herbstmondfächer.
Seit 2000 tritt er im Duo mit Irène Schweizer auf. Er gründete eigene Gruppen, Quartettbesetzungen ebenso wie das 14-köpfige Jürg Wickihalder Orchestra. Auch trat er im Duo mit Chris Wiesendanger auf und bildete mit Werner Tian Fischer die Band Jazz Coalition, die 2004 in China tourte. Im selben Jahr spielte er mit Marco Käppelis Even Odds (Prisoner of Time). Auch trat er mit Pierre Favre, Urs Leimgruber, Hans Koch, Co Streiff, Lucas Niggli, Evan Parker und Barry Guy auf. Weiter gehört er zum neuformierten Quartett von Ulrich Gumpert, zu Omri Ziegeles Grossformation Billiger Bauer, Tommy Meiers Root Down, Werner Tian Fischers Travelogue und zum Virgil Moorefield Ensemble.

## Preise und Auszeichnungen
Wickihalder ist Gewinner zahlreicher Kompositions- und Solistenpreise, so wurde er 1994 in die Dean’s List des Berklee College of Music aufgenommen und wurde 1995 mit dem Annual Student Award des Down Beat ausgezeichnet. 2000 erhielt er den Förderpreis der Stiftung Pro Arte. Auch wurde er als „Selmer Paris Artist“ nominiert.

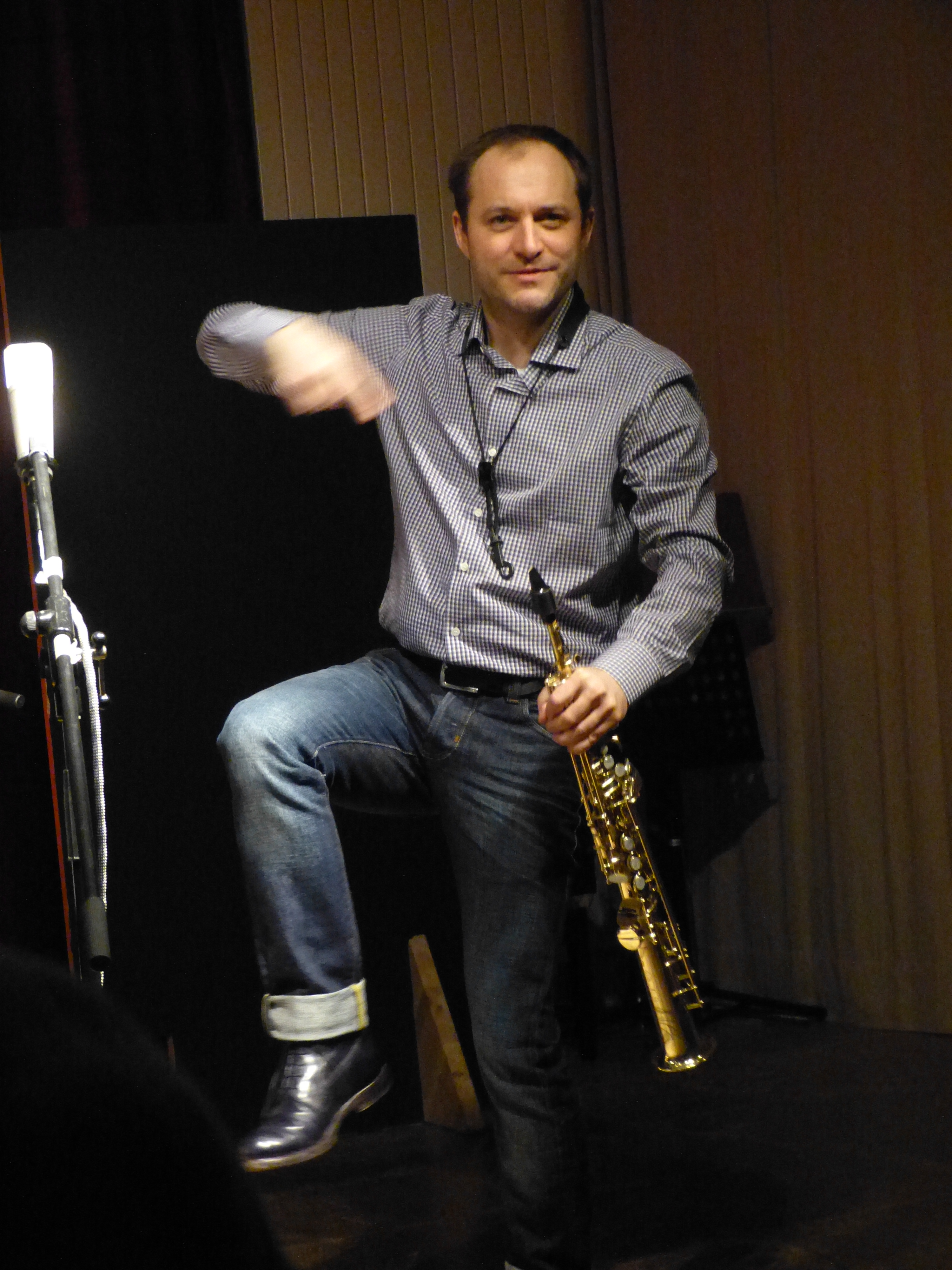
Jürg Wickihalder im Loft (2014)

## Diskographische Hinweise
- Interplay Collective: Jürg Wickihalder directing the Interplay Collective featuring Sophie Dunér (Dreamscape, 1997)
- Fischer-Wickihalder Jazz Coalition (Elchi, mit Fridolin Berger, David Beglinger; 2003)
- Jürg Wickihalder/Chris Wiesendanger  A Feeling for Someone (Intakt, 2007)
- Jürg Wickihalder Overseas Quartet Furioso (Intakt, mit Achille Succi, Mark Zubek, Kevin Zubek; 2007)
- The Sam Trümpy Memorial Jazz Coalition featuring Jürg Wickihalder  Live! (Altrisuoni, 2009)
- Jürg Wickihalder European Quartet Jump! (Intakt, mit Irène Schweizer, Fabian Gisler, Michael Griener; 2011)[4]
- Jürg Wickihalder Orchestra Narziss und Echo (Intakt, mit Damian Zangger, Bernard Bamert, Florian Egli, Michael Jaeger, Chris Wiesendanger, Mia Lindblom, Frantz Loriot, Seth Woods, Daniel Studer, Tim Krohn, Manuel Perovic; 2012)[5]
- Jürg Wickihalder/Irène Schweizer Spring (Intakt, 2014)
- Jürg Wickihalder, Barry Guy, Lucas Niggli Beyond (Intakt, 2017)